# Matias Caseras
Matias Caseras (sinh ngày 20 tháng 3 năm 1992) là một cầu thủ bóng đá người Uruguay.

## Sự nghiệp câu lạc bộ
Matias Caseras đã từng chơi cho Kyoto Sanga FC.